# Nostra Signora delle Patate
Nostra Signora delle Patate è un romanzo breve dell'autore italiano Eraldo Baldini del 2011.

## Storia editoriale
La prima edizione di Nostra Signora delle Patate risale al 2011, nella collana Inediti d'autore allegata al Corriere della Sera. 
Nel 2016 è stato pubblicato, assieme agli altri romanzi Terra di nessuno e Mal'aria, in un unico volume della collana Super ET dell'Einaudi, denominato Trilogia del Novecento.

## Trama
Maddalena è una bambina di undici anni che lavora come cameriera e sguattera nell'unica osteria di Basiago, un piccolo paese della Romagna abitato per lo più da braccianti di opinioni socialiste, anarchiche e repubblicane. La madre di Maddalena, Anselma, è una guaritrice e fattucchiera e per questo è mal vista dal prete don Ulisse, che non ha voluto impartire alla bambina i sacramenti.
La sera del 1º novembre 1906, mentre torna a casa dopo il lavoro, Maddalena vede sprigionarsi dalle zolle di un campo di patate una massa vaporosa che assume la forma di una donna, che le parla rivendicando per sé quel terreno. La fanciulla racconta dell'apparizione al suo amico Francesco, che la identifica con la Madonna, sebbene Maddalena non ne sia molto convinta. Il fatto viene a conoscenza anche degli altri abitanti del paese, che iniziano a pensare di sfruttarlo per il loro vantaggio economico, chiedendo l'appoggio di don Ulisse perché ottenga l'approvazione dell'arcivescovo di Ravenna per costruire un santuario mariano. Il prete tituba ma finisce coll'accettare; il proprietario del campo, Savioli, convince però Maria con una grossa somma di denaro a modificare la sua versione, indicando come luogo dell'apparizione un terreno meno produttivo. Maria accetta ma poi, temendo che lo spirito dell'apparizione si adombri per l'inganno, dichiara di non essere più disposta a sostenere la parte della veggente. Don Ulisse e i maggiorenti del paese decidono allora di sostituirla con Lisetta, una bambina invalida e mentalmente ritardata che non riesce a rispondere a tono alle domande del nuovo arcivescovo, che tuttavia non si oppone alla costruzione del santuario, che viene intitolato a Nostra Signora dei Campi.
Il paese di Basiago gode così in pochi anni di un grande sviluppo economico ed edilizio; ma ombre minacciose incombono. Durante la Settimana rossa, temendo atti di vandalismo da parte degli insorti, gli abitanti del posto appiccano il fuoco a una catasta di paglia e fascine di legna eretta a fianco della chiesa perché da lontano sembri che questa stia bruciando. I soldati di cavalleria accorsi a reprimere i moti pensano però che si tratti di un vero incendio provocato dai ribelli; nella confusione che ne segue, due uomini di Basiago muoiono bruciati.
In seguito all'entrata dell'Italia nella prima guerra mondiale, i richiamati alle armi di Basiago e dintorni sono invitati al santuario per una benedizione e la consegna di una medaglietta della Madonna dei Campi. Maddalena ha però un cattivo presentimento e prega Francesco, anch'egli richiamato, di non andarci.
All'inizio del 1919 Francesco torna al paese natio e rincontra Maddalena, che lo mette al corrente di quanto avvenuto negli anni di guerra. La chiesa è stata distrutta da un bombardamento e molte persone sono morte di spagnola. I commilitoni di Francesco che erano presenti alla benedizione sono morti in guerra oppure sono rimasti mutilati. Francesco chiede a Maddalena di sposarlo; questa gli racconta che, per una grave infezione, è stata sottoposta a isterectomia ed è perciò sterile, oltre ad avere la cattiva fama di "figlia della strega", ma il giovane dichiara di accettarla lo stesso per quello che è.

## Edizioni
- Eraldo Baldini, Nostra Signora delle Patate, collana Inediti d'autore, n. 27, Milano, Corriere della Sera, 2011.
- Eraldo Baldini, Nostra Signora delle Patate, in Trilogia del Novecento. Nostra Signora delle Patate; Terra di nessuno; Mal'aria, Torino, Einaudi, Super ET, 2016, ISBN 978-88-06-22151-5